# Bystřec
Bystřec település Csehországban, a Ústí nad Orlicí-i járásban. Bystřec Mistrovice, Dolní Čermná, Horní Čermná, Jablonné nad Orlicí, Výprachtice, Verměřovice, Orličky és Čenkovice településekkel határos. Lakosainak száma 1134 fő (2024. január 1.).

## Népesség
A település lakosságának változását az alábbi diagram mutatja:
| Lakosok száma | 1565 | 1421 | 1400 | 1032 | 1042 | 1097 | 1147 | 1170 | 1121 | 1134 |
|               | 1869 | 1900 | 1921 | 1961 | 1980 | 2011 | 2016 | 2019 | 2021 | 2024 |